# بسارت بریشا
بسارت بریشا (به انگلیسی: Besart Berisha) (زاده ۲۹ ژوئن ۱۹۸۵) که به عنوان مهاجم در لیگ A کشور استرالیا بازی می‌کند. بسارت بریشا بازیکن فوتبال اهل آلبانی است.